# Andrakammarvalet i Sverige 1866
Andrakammarvalet i Sverige 1866 var det första valet till den svenska tvåkammarriksdagens andra kammare. 
Valets förlopp kom att likna de som tidigare val som skett inom bonde- och borgarståndet. Valen var utpräglade personval. Några partier förekom inte och inte heller någon nationell valdebatt.
Ungefär 20% av de vuxna manliga befolkningen hade rösträtt i valet och gruppen dominerades av självägande bönder. En majoritet av de som valdes in i andrakammaren hade varit riksdagsledamöter även under föregående ståndsriksdag, de flesta i bondeståndet. Böndernas stora inflytande i den nya andrakammaren kom att speglas i bilandet av Lantmannapartiet under 1867 års riksdag. Partiet kom att dominera andrakammaren fram till slutet på 1880-talet. Dess främsta konkurrenter i kammaren var först Nyliberala partiet och sedan det så kallade Ministeriella partiet (senare kallat Centern).

## Valsystem
Rösträtt till andra kammaren hade män som var över 21 år och hade inkomst på minst 800 riksdaler per år eller ägde en fastighet taxerad till minst 1000 riksdaler, eller arrenderade en fastighet taxerad till minst 6 000 riksdaler. För att vara valbar skulle man ha fyllt 25 år och bo i valkretsen. Antalet valberättigade i städerna uppgick till ungefär 27 000 och på landsbygden ca 187 000 personer genom fastigheter, 10 000 arrendatorer och 10 000 personer genom inkomst. Gemensam valdag fanns inte utan valen var utsprida mellan mellan juli och september. Valdeltagandet var 19%.
Valsättet var en blandning av indirekta och direkta val. I 6 av landsbygdens 135 valkretsar tillämpades direkta val och detsamma gällde 26 av de 38 stadsvalkretsarna. Resterande 129 landsbygdsvalkretsar och 12 stadsvalkretsar tillämpade alltså indirekta val, vilka i regel utfördes av elektorer. Stadsvalkretsarna valde totalt 55 ledamöter. Dessa var i regel enmansvalkretsar med undantag för de största städerna som fick fler mandat, dessa var; Stockholm (13 mandat), Göteborg (4 mandat), Malmö (2 mandat) och Norrköping (2 mandat). Alla landsbygdsvalkretsar hade ett mandat var.

## Valresultat
Uppgifterna kring antal valberättigade och röstetal är i flera valkretsar bristfälliga, vilket omöjliggör några exakta beräkningar av valresultatet. Tabellen avser riksdagen 1867 och baseras på bokserien Tvåkammarriksdagen 1867–1970 som ger uppgifter kring riksdagsledamöters partitillhörighet. Det ska dock anmärkas att samtliga partier bildades under riksdagen och inte existerade under själva valrörelsen.

### Mandat
| Parti  | Parti                 | Städerna | Landsbygden | Totalt |
| ------ | --------------------- | -------- | ----------- | ------ |
|        | Lantmannapartiet      | 4        | 76          | 80     |
|        | Ministeriella partiet | 20       | 18          | 38     |
|        | Partilösa             | 31       | 41          | 72     |
| Totalt | Totalt                | 55       | 135         | 190    |

## Fotnoter
1. ↑  Esaiasson, Peter (1990). Svenska valkampanjer 1866-1988. Allmäna förlaget. https://libris.kb.se/bib/7269161. Läst 13 februari 2025.
2. ↑  Ur vårt forsterlands historia efter 1809, Emil Svensén
3. ↑  ”118 (Röster i Radio / 1933)”. runeberg.org. https://runeberg.org/rostrad/1933/0134.html. Läst 13 februari 2025.
4. ↑  Sveriges historia under 1800- och 1900-talen, Lars-Arne Norborg
5. ↑  Statistisk tidskrift 1866  Arkiverad 8 augusti 2017 hämtat från the Wayback Machine.
6. ↑  Siffrorna för landsbygden exkluderar två valkretsar i Västmanlands län som tillsammans hade minst 1 000 valberättigade, eftersom uppgifter saknas kring dessa.
7. 1 2  En partilös riksdagsledamot avled innan riksdagen 1867 och i ett fyllnadsval vann Lantmannapartiet mandatet.